# かしわプロダクション
株式会社かしわプロダクションは、日本のラジオ番組制作プロダクションである。主に地方の民間ラジオ放送局に制作番組を配給している。

## 概要
本社は東京都港区芝3-17-15にあり、近くには同業者である綜合放送の本社もあった。
kashiwapro.co.jpというドメインを所有しているものの、長らく公式ウェブサイトを開設していなかった。
当社のスタジオは自社制作番組に留まらず、地方ラジオ局の東京支社が制作する番組において、支社内にラジオスタジオを有しない放送局向けに当社のスタジオの貸し出し業務を有料で行っている。
各制作番組宛のメールについてはHotmail→Outlook.com・Gmail・ZENNOコム（24.am）などのフリーメールサービスを使用している。また番組公式サイトは存在しないが、その代わりに番組公式Twitterアカウントを開設することが多い。

## 制作番組

### 放送中の番組
- 松本英子のサウンドスケッチ
- かきくけこじせいご
- 歌謡喫茶・昭和
- ミュージックブルペン
- アーティストBOX → ミュージック白書 ～Artist History～
- 八神純子 MUSIC TOWN
- パックンマックンの笑って覚える英会話
- パックンマックンのワールドで行こう!
- 鈴木康博 メインストリートをつっ走れ!
- 由紀さおりハートフルソングブック
- 島田秀平の開運ラジオ
- X-GUNの激烈!ガッテム - 東北放送の制作（東京支社製作）番組であるが、収録はかしわプロダクションが所有するスタジオで行われている。
- 宮澤ミシェル・サッカー倶楽部
- 時東ぁみの危機耳ラジオ!〜その時のために〜
- 松村邦洋のOH-!邦自慢 - 山口放送の制作（東京支社製作）番組であるが、収録はかしわプロダクションが所有するスタジオで行われている。
- もしかして どぶろっくだけど!?
- 鈴木奈々のナナ転び八起き → イマルのナナ転び八起き → まるごとIMALU
  - 2017年5月からIMALUが担当、2017年10月に番組名変更。
- 岡村孝子 あの頃ミュージック
  - 岡本真夜 明日ハレルヤ![3]
- 荻原次晴のニッポン応援団 → 荻原次晴のスポーツ応援団 VIVA JAPON！
- 永野のみなもとのもと！
- 吉田照美の森羅万SHOW
- ドラマってムジカ
- ニッポン人物ア・ラ・100年
- 流行音楽堂
- 純烈 スーパー銭湯!!
- 市橋有里のやっぱり走って損はない!→市橋有里の“RUN食健美”～ヘルシーRunning～ - 四国放送の制作（東京支社製作）番組であるが、収録はかしわプロダクションが所有するスタジオで行われている。
- 相川七瀬 ROCK GOES ON
- あばれる君のイグニッション ラジオタイム
- 夏川りみのたびぐくるちむぐくる
- ダーリンハニーの旅列車 出発進行〜!!
- 気象予報士・伊藤香の「晴れたり曇ったり」→気象予報士・伊藤香の「季節の足音」→気象予報士・伊藤香の「季節の物語」
- ukkaり娘の浮かれでぃお
- 日高正人の銀座ナマナマ天文館 - 南日本放送（MBC・東京支社共同製作）の番組ではあるが、東京支社がTBS系列局の東京支社が多数利用するビルに移転した後はかしわプロダクションのスタジオにMCを置いた上でラジオ専用コーデックの連絡先である鹿児島市高麗町のMBC本社ラジオ第2スタジオで遠隔録音されている。
- 黒田有彩の宇宙行進局
- ベストミュージックコレクション[4]
  - ベストミュージックコレクションジャパン[5]
- アナログタロウ 痛快!アナログヒッパレ〜♪[6]

### 過去の番組
- 毎日がBREAK-OH! （担当：電撃ネットワーク、モリマンほか）
- インタネ21 （担当：吉野公佳）
- 細川茂樹の刺激100%!
- 栗山英樹・好きにならずにいられない
- 清水國明のあのねのネイチャー
- 熊田曜子 よ〜こお聴き!
- 石川優子・君にソフトランディング
- Mi 未来の地図
- こんにちは青空たのしです
- やなわらばーのうたぐすい・みみぐすいチャンプルー
- 小室等 時間（とき）のパスポート
- 細川茂樹 SBSで行こう!〜Shigeki Break Saturday〜 - 静岡放送の制作（製作）番組であるが、収録はかしわプロダクションが所有するスタジオで行われていた。また、番組自体は静岡においては生放送であったが、それもかしわプロダクションのスタジオから放送用電話回線を利用して静岡放送本社へ送られていた。静岡放送は銀座に東京支社を持つが、スタジオは有していない。
- Mye Soul Station - KBCラジオで放送。
- シネマJUMBO!
- 鈴木奈々のナナ転び八起き
- パックンマックンのJAXAのお仕事 みてみよう！ - KBCラジオ
- 松井咲子 呼吸するクラシック
- ゲームさんとラジオ
- 川嶋あい On The Street